# Observació de la Lluna

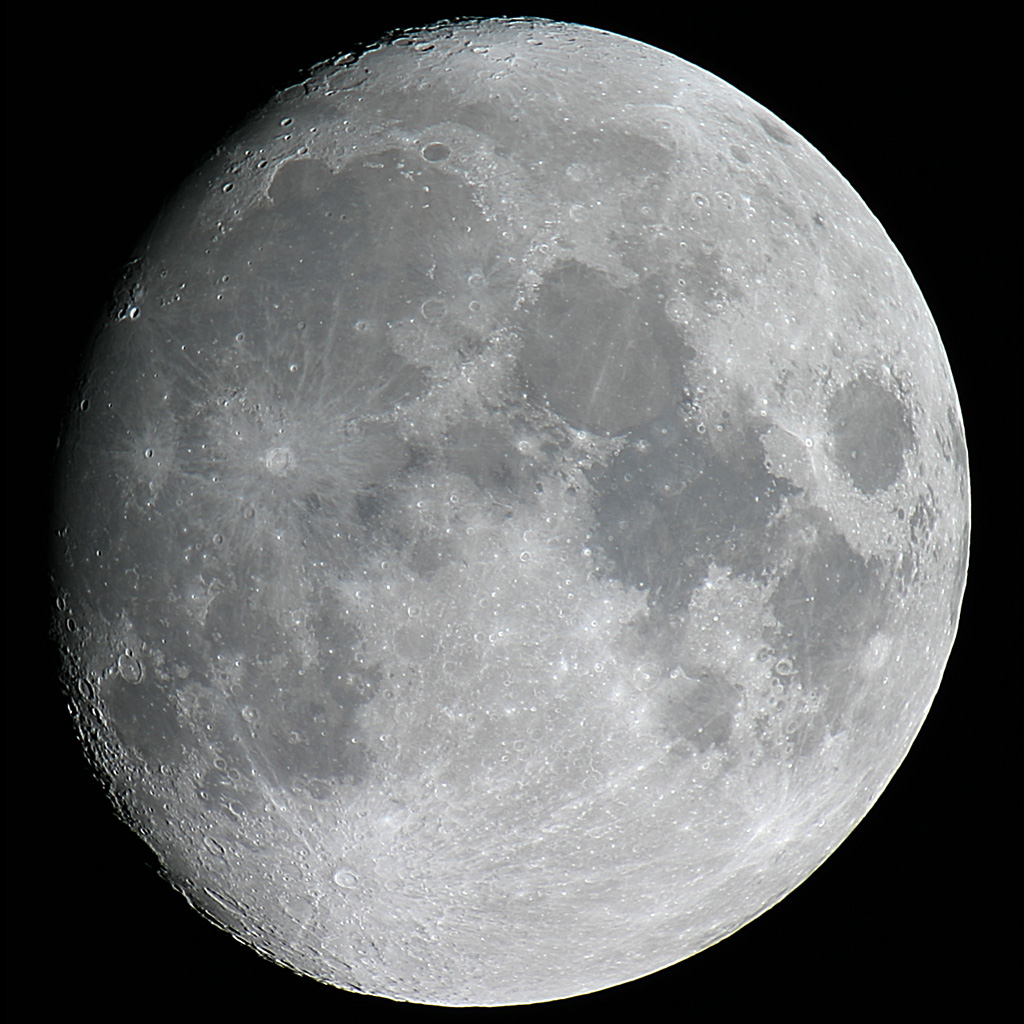
La Lluna minvant encerada des de la Terra

La Lluna és el satèl·lit natural més gros de la Terra
i l'objecte celeste més proper. Observar la Lluna es pot aconseguir mitjançant l'ús d'una varietat d'instruments que van des de l'ull nu a gran telescopis. Per a la majoria de la gent, la Lluna és l'únic cos celeste sobre el qual les característiques de la superfície es poden discernir amb l'ull nu (algunes persones amb bona vista poden veure grans taques solars a la superfície del Sol l'ús de filtres solars de mà).
El contrast entre el mar gris fosc menys reflexiu i les terres altes lunars més reflexives de gris/blanc és fàcilment visible sense ajuda òptica. En bones condicions d'observació, els que tenen una vista molt aguda també poden ser capaços de veure algunes de les següents característiques:
1. Regió brillant al voltant de Copernicus
2. Mare Nectaris
3. Mare Humorum
4. Regió brillant al voltant de Kepler
5. Regió de Gassendi
6. Regió de Plinius
7. Mare Vaporum
8. Regió de Lubiniesky
9. Sinus Medii
10. Àrea lleugerament ombrejada prop de Sacrobosco
11. Taca fosca al peu de Mons Huygens
12. Muntanyes Riphaeus